# Вайдаг червоноплечий
Вайда́г червоноплечий (Euplectes axillaris) — вид горобцеподібних птахів ткачикових (Ploceidae). Мешкає в Африці на південь від Сахари.

## Опис

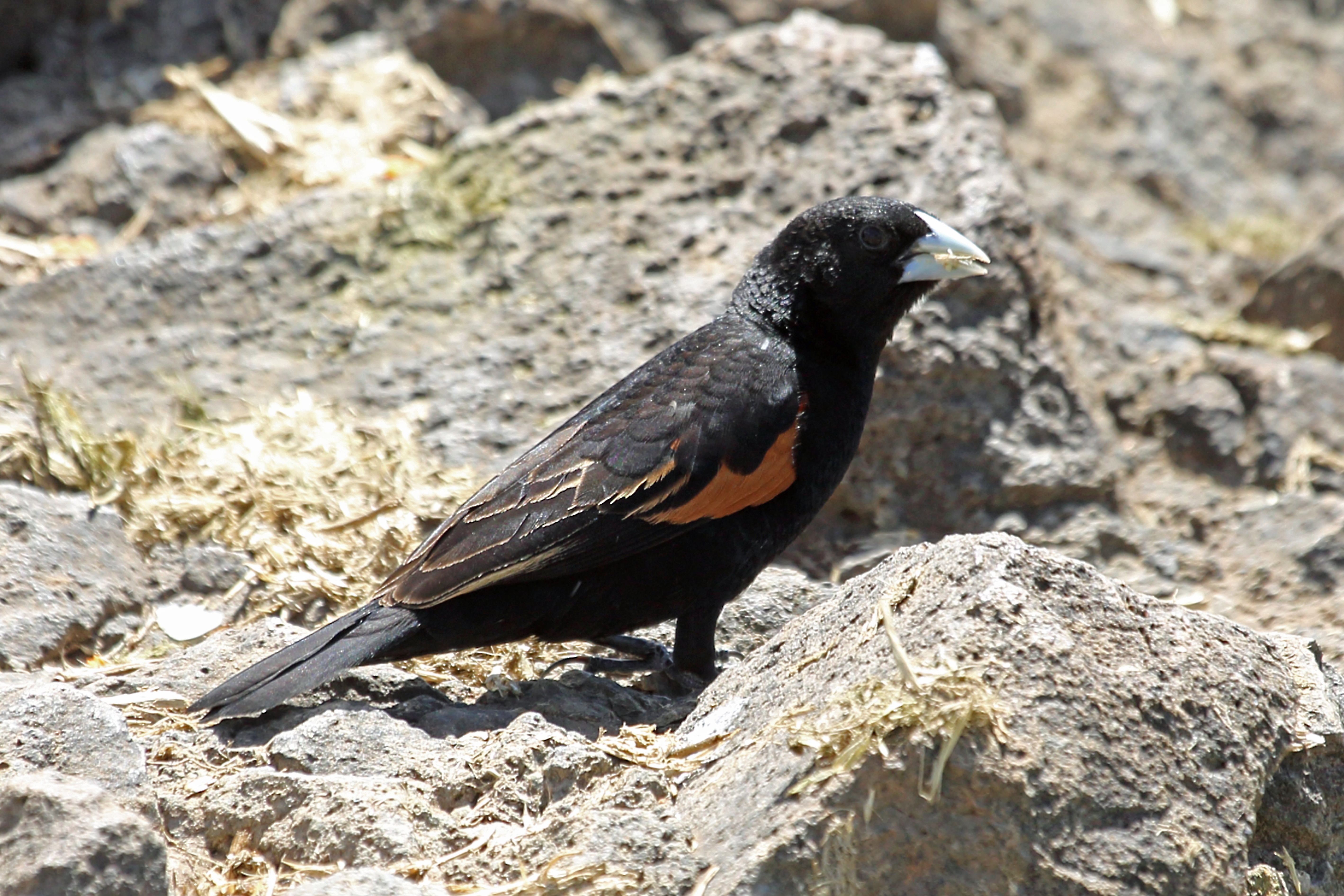
Самець червоноплечого вайдага (Нґоронґоро, Танзанія)

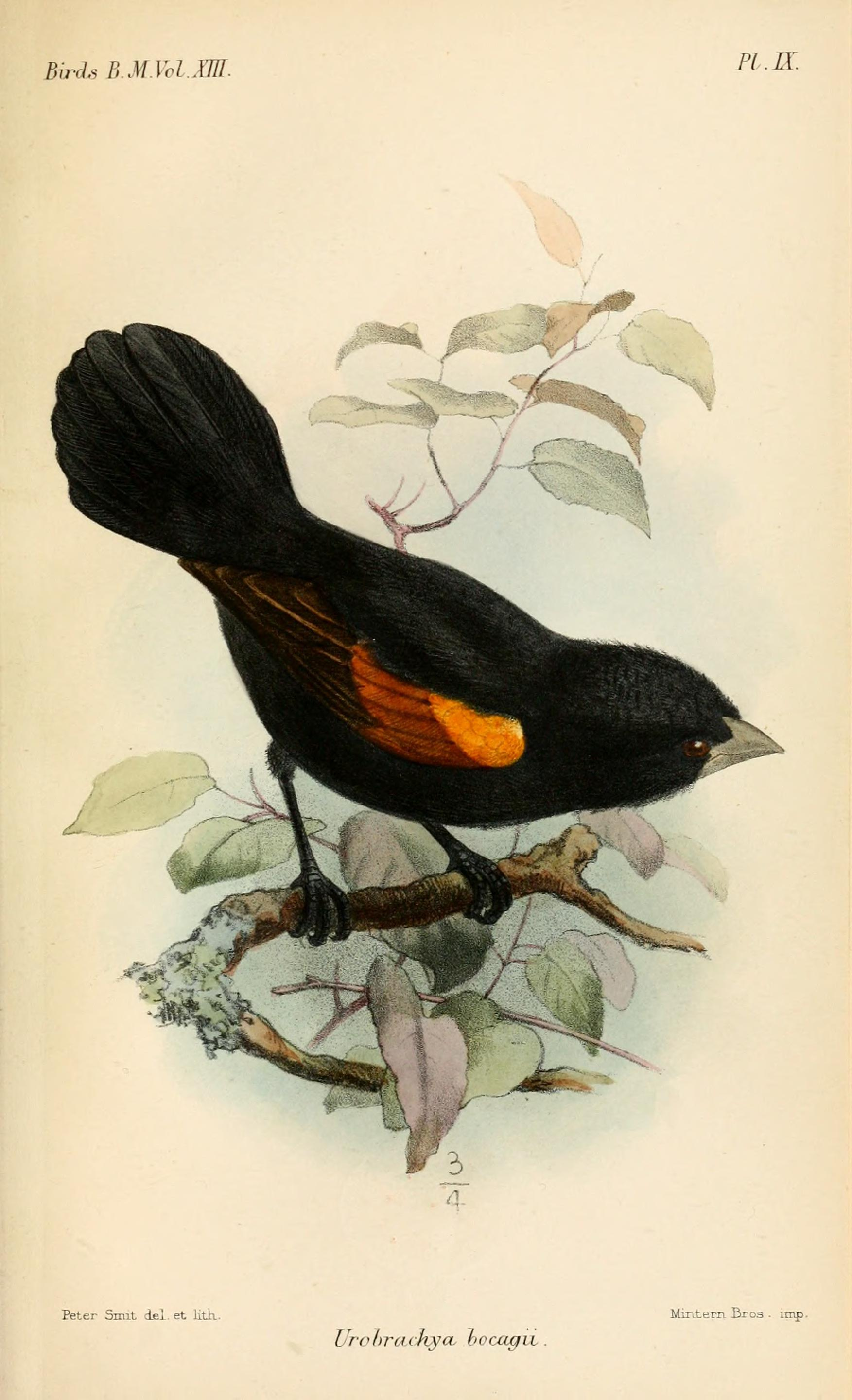
Самець червоноплечого вайдага

Довжина птаха становить 15-17 см, вага 26-32 г. Самиці є дещо меншими за самців. У самців під час сезону розмноження забарвлення переважно чорне, на плечах оранжево-червоні плями з кремовими краями, дзьоб світло-сизий. У самців під час негніздового періоду забарвлення переважно охристе, верхня частина тіла у них чорнувата, поцяткована охристими смугами, над очима світлі "брови", на плечах червоні плями, махові пера чорні. Самиці мають подібне забарвлення, однак плями на плечах у них менш яскраві, а махові пера коричневі.

## Підвиди
Виділяють п'ять підвидів:
- E. a. bocagei (Sharpe, 1871) — від Малі до півночі ЦАР, заходу Анголи, північно-східної [Намібія|Намібії]], північної Ботсвани і північно-східної Зімбабве;
- E. a. traversii (Salvadori, 1888) — Ефіопське нагір'я;
- E. a. phoeniceus (Heuglin, 1862) — від Судану, Південного Судану, Уганди і Кенії до північно-східної Замбії;
- E. a. zanzibaricus (Shelley, 1881) — узбережжя південного Сомалі, Кенії і Танзанії, острови Занзібарського архіпелагу;
- E. a. axillaris (Smith, A, 1838) — східна Замбія, Малаві, Мозамбік, ПАР і Есватіні.

## Поширення і екологія
Червоноплечі вайдаги живуть на вологих, заболочених і заплавних луках, в очеретяних і папірусових заростях на берегах річок і озер, на полях. Зустрічаються великими зграями. Живляться насінням трав, а також комахами, зокрема термітами і гусінню. Початок сезону розмноження різниться в залежності від регіону. Перед початком гніздування самці виконують демонстраційні польоти, розпушуючи хвіст і крила. Червоноплечим вайдагам притаманна полігінія, коли на одного самця припадає кілька самиць. Гніздо має овальну форму з бічним входом, робиться з трави. В кладці від 2-3 блідо-синьо-зелених яєць. Інкубаційний період триває 12-14 днів, пташенята покидають гніздо через 15-16 днів після вилуплення.